# NGC 6506
NGC 6506 ist ein offener Sternhaufen (Typdefinition „III2p“) im Sternbild Schütze. Er wurde am 29. Juli 1834 von John Herschel mit einem 18-Zoll-Spiegelteleskop entdeckt, der dabei „a very loose but very rich cluster, which fills many fields. Stars small“ notierte.